# 高店镇 (肥西县)
高店镇，是中华人民共和国安徽省合肥市肥西县下辖的一个乡镇级行政单位。2022年6月10日，根据合肥市民政局《关于同意肥西县调整部分行政区划的批复》，撤销高店乡，设立高店镇。

## 行政区划
高店镇下辖以下地区：
长镇回族社区、高店社区、仪城村、岗圩村、高升村、双丰村、新河村、五四村、平河村、长镇村、团塘村、邵庙村和长东村。